# Центральная Река (округ Гамбии)
Центра́льная Река́ (англ. Central River) — округ в центральной части Гамбии. Ранее назывался О́стров Макка́рти (англ. MacCarthy Island) по находящемуся на реке Гамбия острову. Административный центр — Яньянбуре (бывший Джорджтаун). Площадь — 2 895 км², население — 201 378 человек (2010 год).

## География
На западе граничит с округом Северный Берег, на юго-западе с округом Нижняя Река, на востоке с округом Верхняя Река, на севере и юге с Сенегалом. Через всю территорию округа с востока на запад протекает река Гамбия.

## Административное деление
Административно округ подразделяется на 10 районов:

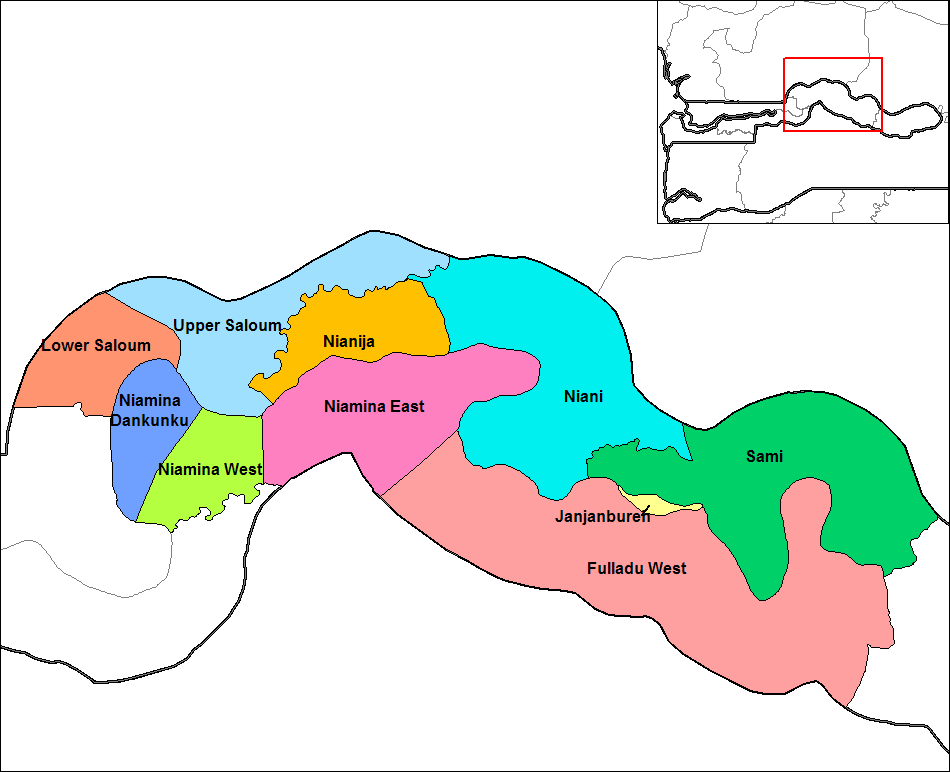
Административное деление округа

- Западный Фулладу
- Янянбурех
- Нижний Салум
- Ньямина Данкунку
- Восточный Ньямина
- Западный Ньямина
- Ньяни
- Ньянья
- Сами
- Верхний Салум